# ۸۶ دلو
۸۶ دلو یک ستاره است که در صورت فلکی دلو قرار دارد.